# 1453년

## 연호
- 명(明) 경태(景泰) 4년
- 일본(日本) 교토쿠(享徳) 2년
- 후 레 왕조(後黎朝) 다이호아(大和) 11년
- 북원(北元) 첨원(添元) 원년

## 기년
- 명(明) 대종 경태제(代宗 景泰帝) 4년
- 북원(北元) 에센 타이시(Эсэн тайш хаан) 원년
- 조선(朝鮮) 단종(端宗) 원년
- 후 레 왕조(後黎朝) 인종(仁宗) 11년

## 사건
- 4월 1일: 오스만 제국, 동로마 제국의 수도 콘스탄티노폴리스를 포위.
- 4월 4일: 카스티야 왕비 이사벨과 왕세자(엔리케)가 정변을 일으켜 재상 루나와 측근들을 숙청함.
- 5월 29일: 동로마 제국, 오스만 제국의 콘스탄티노폴리스 함락으로 멸망함.
- 11월 10일(음력 10월 10일): 수양대군(훗날 세조), 김종서·황보인 등을 제거하고 정권을 장악함.(계유정난)
- 10월 19일: 백년전쟁의 종결, 프랑스가 최종 승리.

## 탄생
- 9월 1일 - 이탈리아 전쟁에서 활약한 스페인 왕국의 장군 곤살로 페르난데스 데 코르도바.

### 미상
- 제2대 포르투갈령의 인도 총독 아폰수 드 알부케르크. (~1515년)

## 사망
- 11월 10일 - 조선 전기의 문신 김종서. (1383년~)

### 미상
- 황보인